# Eberhard Beckermann
Eberhard Beckermann (auch Beckermandt) (* 1576 in Arnsberg; † 1641 in Kassel) war ein General während des Dreißigjährigen Krieges. Er war zunächst ein baden-durlacher Amtmann und trat danach in schwedische und hessische Kriegsdienste.

## Frühe Jahre
Beckermann wurde in Arnsberg geboren. Er war in erster Ehe mit einer Lukretia von Semm, die aus Brabant stammte, verheiratet. Diese starb im Kindbett bei der Geburt einer Tochter. Danach heiratete er Maria Jakobe von Beinheim. Über weiteres aus seinem frühen Leben ist kaum etwas bekannt. Längere Zeit hat er möglicherweise in den Niederlanden gelebt.

## Amtmann in Baden-Durlach
Im Jahr 1616 ernannte ihn Markgraf Georg Friedrich von Baden-Durlach zum Amtmann der Ämter Stein und Remchingen. Als Wohnung erhielt er das Steiner Schloss. Beckermann erhielt 400 Gulden Gehalt.
Angesichts der drohenden Kriegsgefahr ernannte ihn der Markgraf 1619 zum Rittmeister und beauftragte ihn, eine Einheit Kürassiere aufzustellen. In der Folge stieg er bis 1622 zum Oberstleutnant auf.
Im gleichen Jahr starb seine zweite Frau. Sie ist in der Kirche von Stein bestattet. Dort existiert eine Gedenktafel, die das Allianzwappen Beckermann-von Beinstein enthält. Er heiratete 1626 Barbara von Venningen. Damit kam er in Besitz des Schlosses, Rittergutes und Dorfes Königsbach. In das durch Krieg und Misswirtschaft heruntergekommene Gut investierte er über 20.000 Reichstaler. Als Besitzer von Königsbach wurde er Mitglied im Ritterkanton Kraichgau. So weit ihm die Umstände es erlaubten, nahm er an den Konventssitzungen teil. Seine Stieftochter Ursula Margarethe Magdalena aus der Ehe seiner Frau mit Ernst von Seckendorf hatte 3/4 des Gutes Trautkirchen geerbt. Nach dem Tod der bald verstorbenen Stieftochter, kam der Besitz an Beckermann. Nach dem Verkauf der Ämter Stein und Remchingen 1629 an Wilhelm von Baden-Baden verlor Beckermann die Stelle als Amtmann. Er blieb Amtmann von Langensteinbach, das er seit 1625 mit verwaltete. Diese Position verlor er 1631 nach dem Verkauf auch dieses Amtes.

## Schwedischer General
Beckermann trat daraufhin in schwedische Dienste. Er warb Truppen an und war im Jahr 1632 Oberst. Er operierte am Neckar bei Heidelberg. Bereits im Rang eines Generalmajors nahm er im Sommer 1633 an der Belagerung von Lichtenau teil. Da die Schweden ihm und seinen Truppen den Sold schuldig blieben, wurde ihm Stadt und Kloster Gengenbach zugewiesen. Der Besitz fiel aber bald in die Hand der Kaiserlichen.
Im Jahr 1634 operierte er weiter nördlich im Hessischen. In Gemünden an der Wohra vereinigte er sich am 18. April mit seinen Obersten den Graf von Wittgenstein und Ludwig Heinrich von Nassau-Dillenburg. Seine Truppen überließen die Schweden der Landgrafschaft Hessen-Kassel. Auf hessischen Befehl wandte er sich Richtung Westfalen. Am 9. Juni erhielt er den Befehl die bei Arnsberg stehenden feindlichen Kräfte unter Lothar Dietrich von Bönninghausen zu vertreiben. Ziel war es aber zusammen mit anderen Truppen das Herzogtum Westfalen zu besetzen. Der Landgraf beanspruchte die Grafschaft Arnsberg als Kriegsbeute. Mit dem ihm zugewiesenen hessischen Truppen marschierte er über Lippstadt und Lütgendortmund Richtung Arnsberg. Er begann am 29. Juni 1634 seine Geburtsstadt zu belagern. Ihm gelang es das Kloster Wedinghausen einzunehmen. Über den Angriff existieren drei Berichte. Der erste stammt vom Magistrat der Stadt aus dem Jahr 1646, der zweite wurde von Rudolf von Eßl verfasst. Der dritte stammt aus der Chronik des Klosters Wedinghausen aus dem Jahr 1720. Insbesondere bei diesem Bericht mischen sich Dichtung und Wahrheit. Dramatisch wird geschildert wie beim Besuch des Grabes seiner Eltern Beckermanns Hut von einer feindlichen Kugel durchschlagen sein soll. Deshalb und wegen eines drohenden Hochwassers soll er die Belagerung abgebrochen haben. Schon die Behauptung, das Geschehen hätte am Gedenktag für den heiligen Norbert von Xanten stattgefunden, ist falsch. Danach zog er sich nach Schwerte zurück. Dabei wurden zahlreiche gefangene Bürger zur Erpressung von Lösegeld mitgeführt. Dort lag er auch noch am 18. August 1634.
Zum Gedenken an die Errettung der Stadt wurde eine Tafel an der Stelle angebracht, wo die Beckermann geltende Kugel in die Klostermauer eingeschlagen sein soll. Darauf heißt es: N(ota) B(ene) A(nn)o 1634 11. july Durch Blitz und Regen, hat Gottes Segen In St. Norberti Nacht, den Beckermann verjagt. Die Inschrift befindet sich heute am Hirschberger Tor. Zum Dank dieser Errettung der Stadt und einem vergleichbaren Ereignis 1646 findet seither eine jährliche Norbertusprozession statt.
Auf Drängen von Kanzler Axel Oxenstierna kehrten die Truppen Beckermanns in schwedische Dienste zurück und marschierten nach Aschaffenburg. Als er sich 1635 in Hanau aufhielt, wurden seine Truppen nach Ziegenhain befohlen, wo er sich mit den Hessen vereinigte. Im Oktober lagen seine eigenen sieben Kompanien und weitere 42 ihm unterstellte Kompanien bei Göttingen und im Hochstift Hildesheim. Sein Stab befand sich in Uslar und danach in Moringen.
Bereits zuvor war seine Frau und die inzwischen geborenen Kinder von den Kaiserlichen gefangen genommen worden. Bemühungen Georg von Lüneburg und Wilhelm V. von Hessen zu ihrer Freilassung waren vergeblich. Die Gefangenen wurden im November 1635 nach Friedberg gebracht. Seine Frau starb in der Gefangenschaft.
Im Winter 1635/36 und erneut im Frühjahr 1637 lag er bei Salzuflen und Lemgo. Er vereinigte sich mit einem Teil seiner Einheiten mit Landgraf Wilhelm. Er war bei der Belagerung von Marsberg dabei. Auch beim Entsatz von Hanau war er beteiligt. Er begab sich nach Lippstadt mit dem Ziel den Nachschub von Wesel nach Dorsten zu decken. Dabei geriet er in kaiserliche Gefangenschaft. Da er sich weigerte, in kaiserliche Dienste zu treten, wurden ihm seine Güter entzogen. Erst im Jahr 1638 kam es zu erfolgreichen Verhandlungen über einen Gefangenenaustausch. Mit seinen Kindern traf er am 7. August in Coesfeld zusammen.
Auch in den Jahren 1639 und 1640 kämpfte er zusammen mit den Hessen. Er hatte sogar Aussicht auf das Kommando der hessischen Truppen, starb aber zuvor. Bestattet ist er in der Stiftskirche in Kassel.